# Kaskady (lodospad)
Kaskady (słow. Kaskady) – lodospad na skalnej ścianie Czerwonej Skałki w Dolinie Białej Wody w Tatrach Słowackich. Jest popularnym obiektem wspinaczki lodowej.
Dojście do lodospadu Uśmiech Ady od parkingu przy wylocie Doliny Białej Wody trwa około 20 minut. Lodospad znajduje się po lewej stronie w kierunku marszu (na mapce jest to piąty z kolei lodospad w Dolinie Białej Wody). Kaskady znajdują się w szerokim i łagodnym żlebie opadającym z Czerwonej Skałki. W zależności od warunków pogodowych lodospad ma długość około 50–75 metrów (według innych 90 m). Jego nachylenie wynosi 70–80°, w niektórych miejscach trafiają się krótkie, pionowe odcinki. Zamontowano stałe punkty asekuracyjne w postaci haków i pętli, do przejścia wystarczy więc tylko komplet śrub lodowych oraz połówkowa lina 2 × 50m. Wystarczą dwa wyciągi, ale po skorzystaniu z zamontowanej pętli dokłada się trzeci, krótki wyciąg. Trudność przejścia wyceniono na WI 3/3+ II. Zaletą lodospadów na Czerwonej Skałce jest fakt, że w zasadzie nie występuje tutaj zagrożenie lawinowe.
Pierwsze przejście lodospadu: J. Michalko, B. Mrozek.10 stycznia 1982 roku.
Po lewej stronie lodospadu Kaskady znajduje się lodowa kolumna Oczy Pełne Lodu (Oči Plné Ľadu).

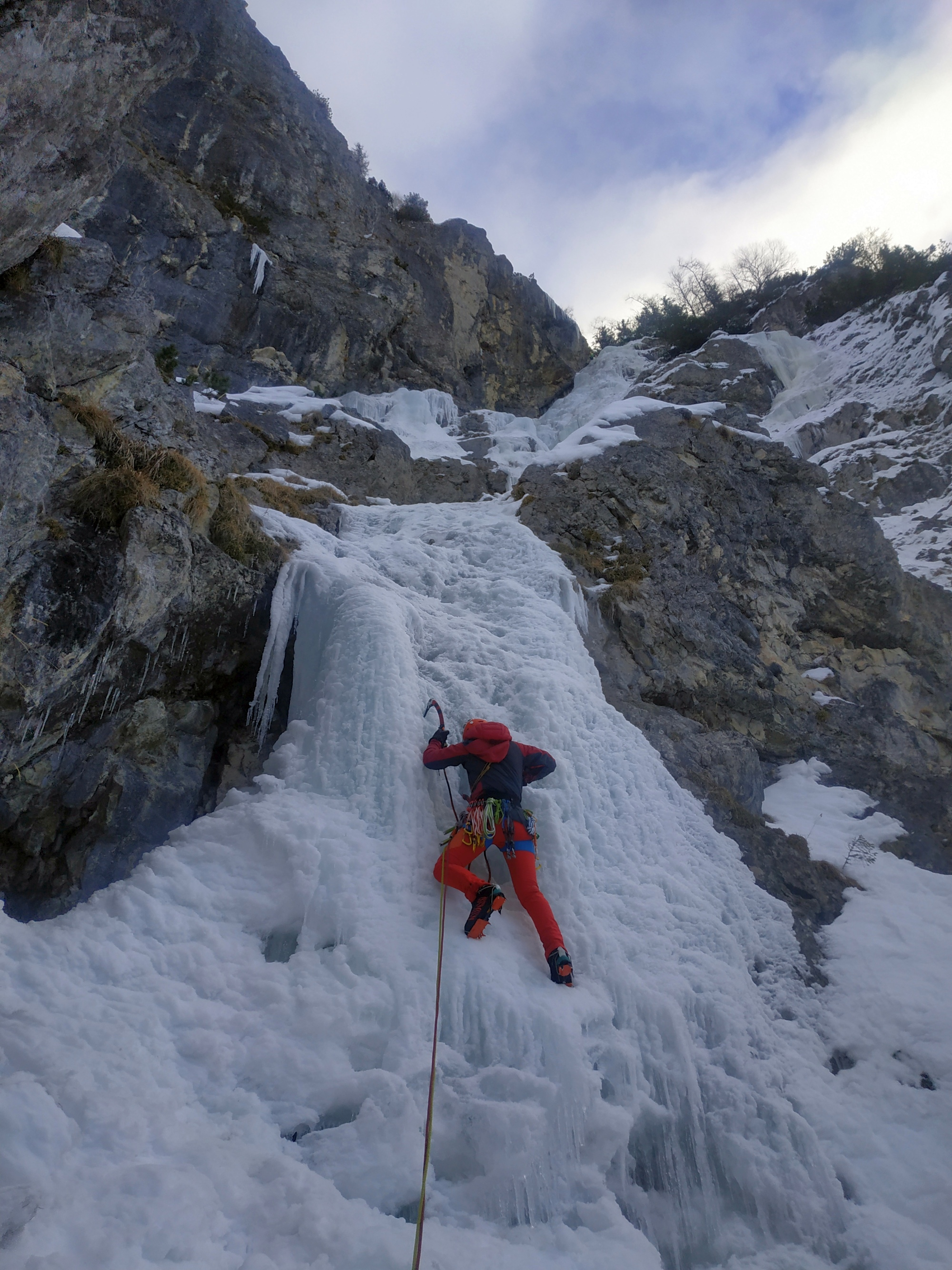
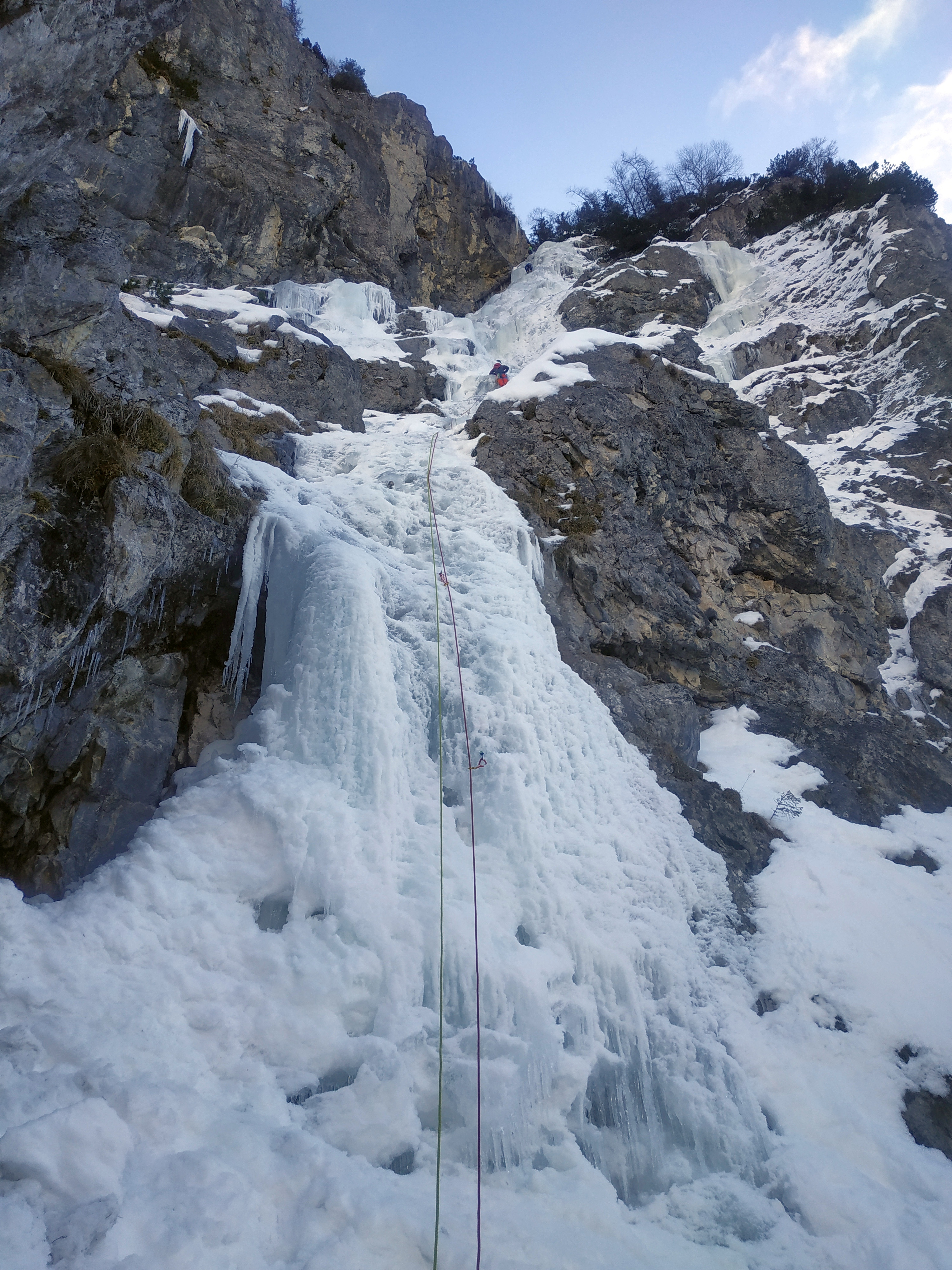
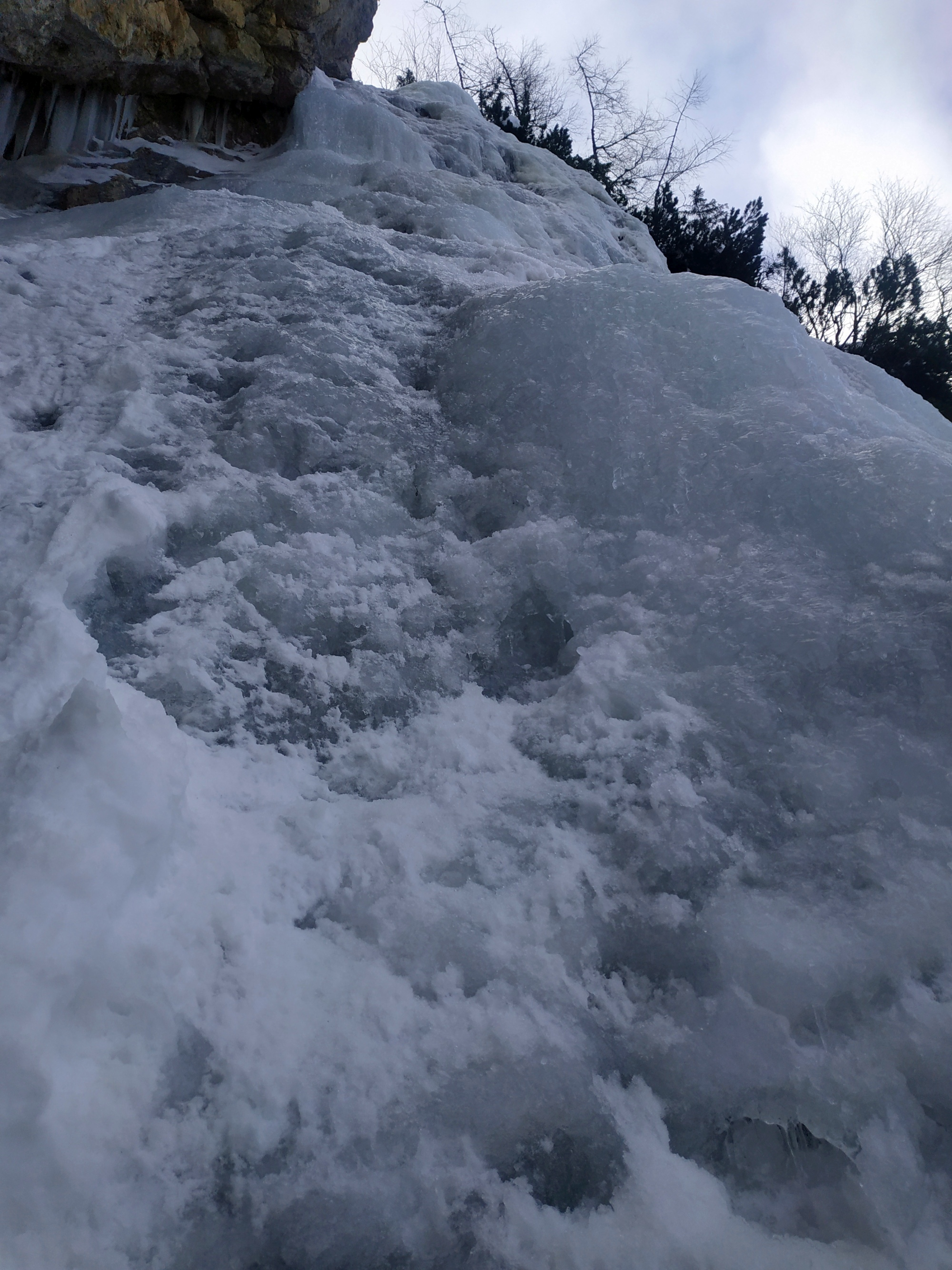
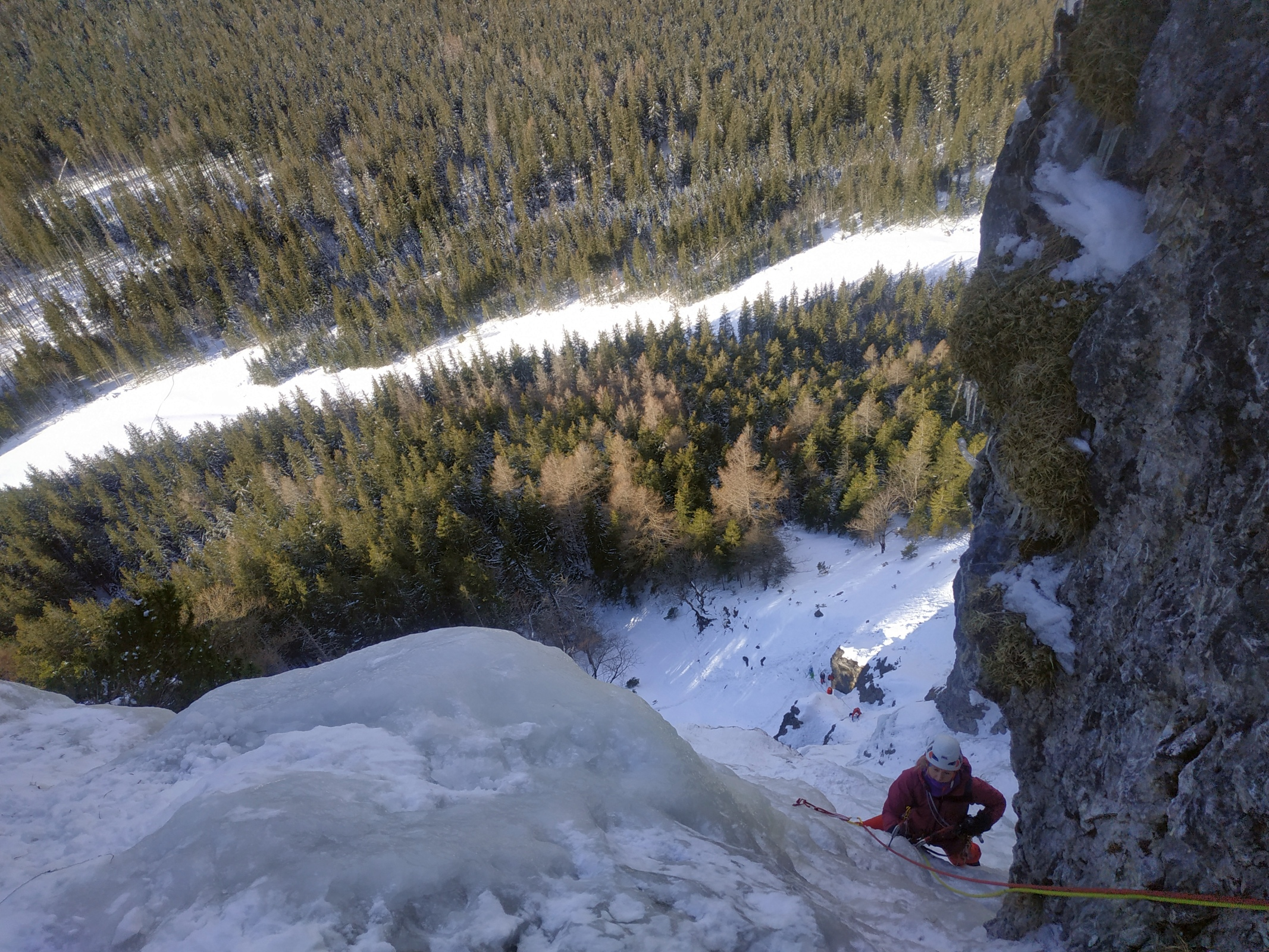
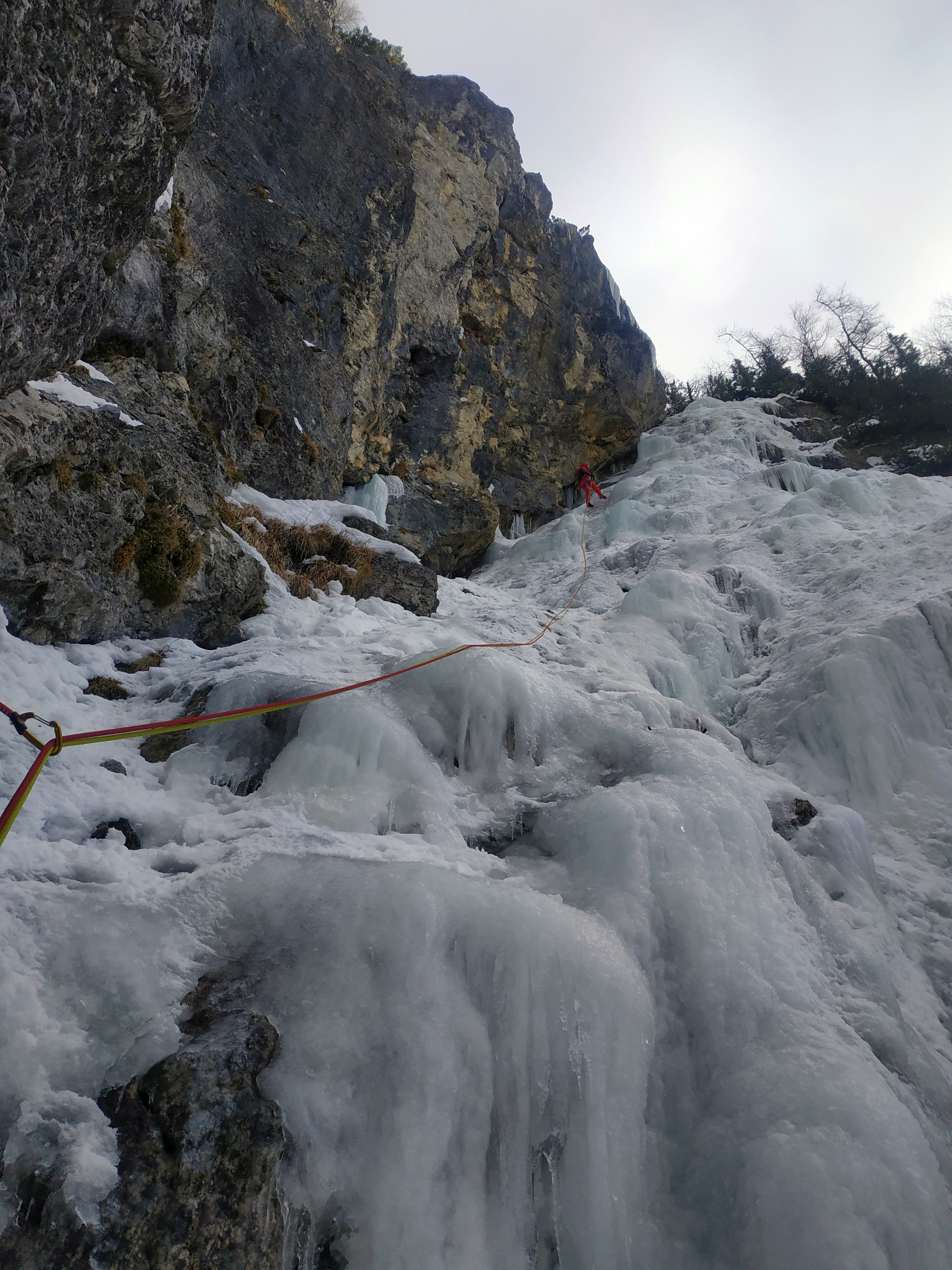
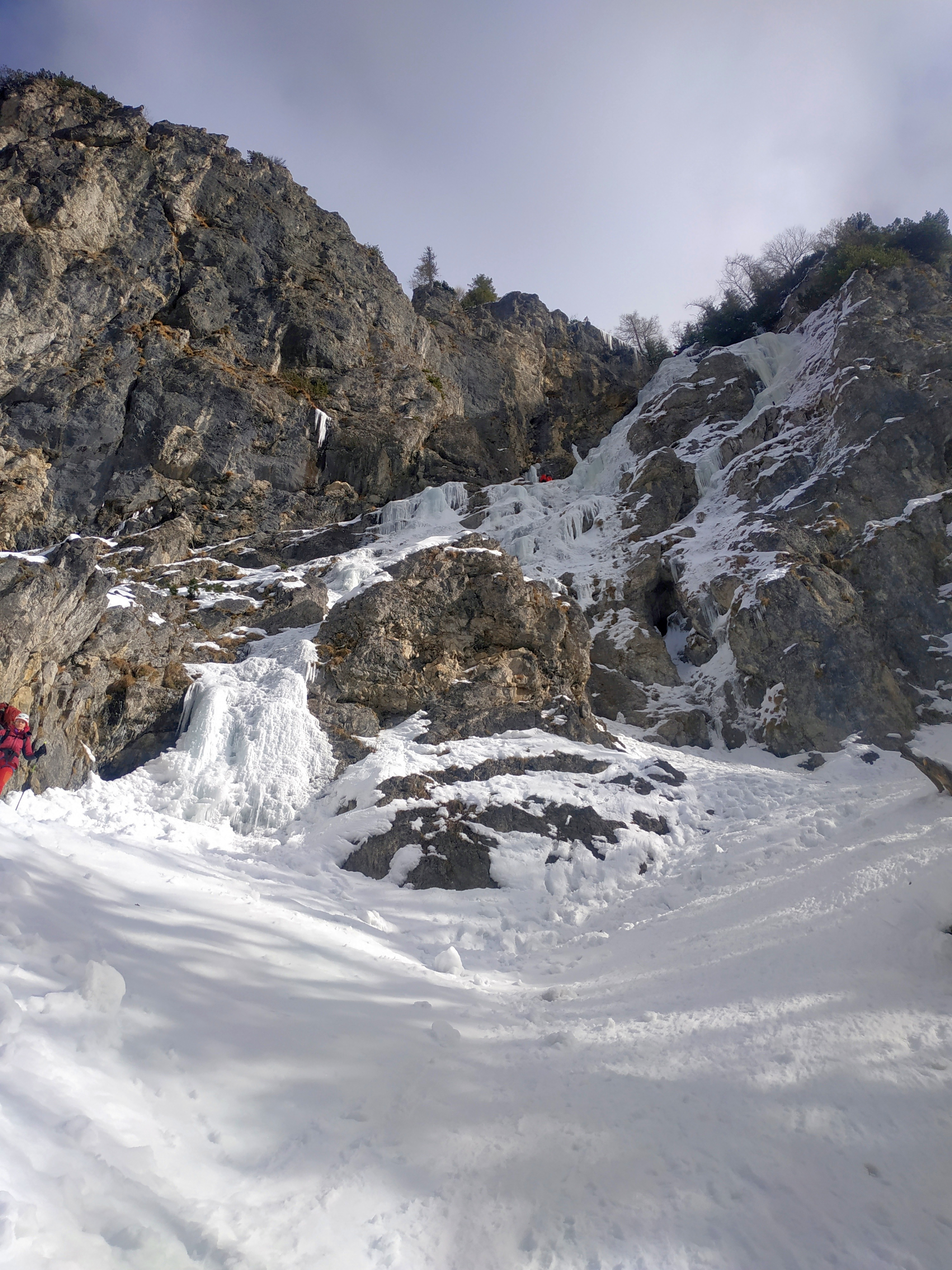